# Șerban Raicu
Șerban Raicu (n. 30 septembrie 1940, Pietroșița, Dâmbovița, România) este un inginer de transporturi român, profesor la Universitatea Politehnica din București.
Șerban Raicu este membru al Comitetului Tehnic pentru Sisteme de Transport al Federației Internaționale de Automatică (1996), membru fondator al Academiei de Științe Tehnice din România și membru al Academiei Americano-Române de Arte și Științe.